# NGC 2219
NGC 2219 este o galaxie situată în constelația Licornul. A fost descoperită în 19 februarie 1830 de către John Herschel.